# Rue des Balançoires
La rue des Balançoires est une courte rue du quartier de Gerland à Lyon, en France. D'orientation est-ouest, elle relie la rue Pré-Gaudry et la rue Michel-Félizat dans le 7e arrondissement de Lyon.

## Histoire
Selon Louis Maynard, qui nomme cette voie « chemin des Balançoires », ce nom aurait été donné en souvenir des fêtes foraines qui avaient lieu sur les broteaux « du territoire de Béchevelin ».
Cette rue a été dénommée par délibération du conseil municipal de Lyon du 19 janvier 2015.

### Autres références
1. ↑  Archives municipales de Lyon, Index des voies de Lyon, version 3, 11/10/2022, p. 82.